# کپیتال وان آرنا
کپیتال وان آرنا (انگلیسی: Capital One Arena) یک سالن ورزشی سرپوشیده در شهر واشینگتن، دی.سی.، ایالات متحده آمریکا است.
این سالن که در سال ۱۹۹۷ تأسیس شده برای مسابقات بسکتبال و هاکی روی یخ مورد استفاده قرار می‌گیرد.

## نگارخانه

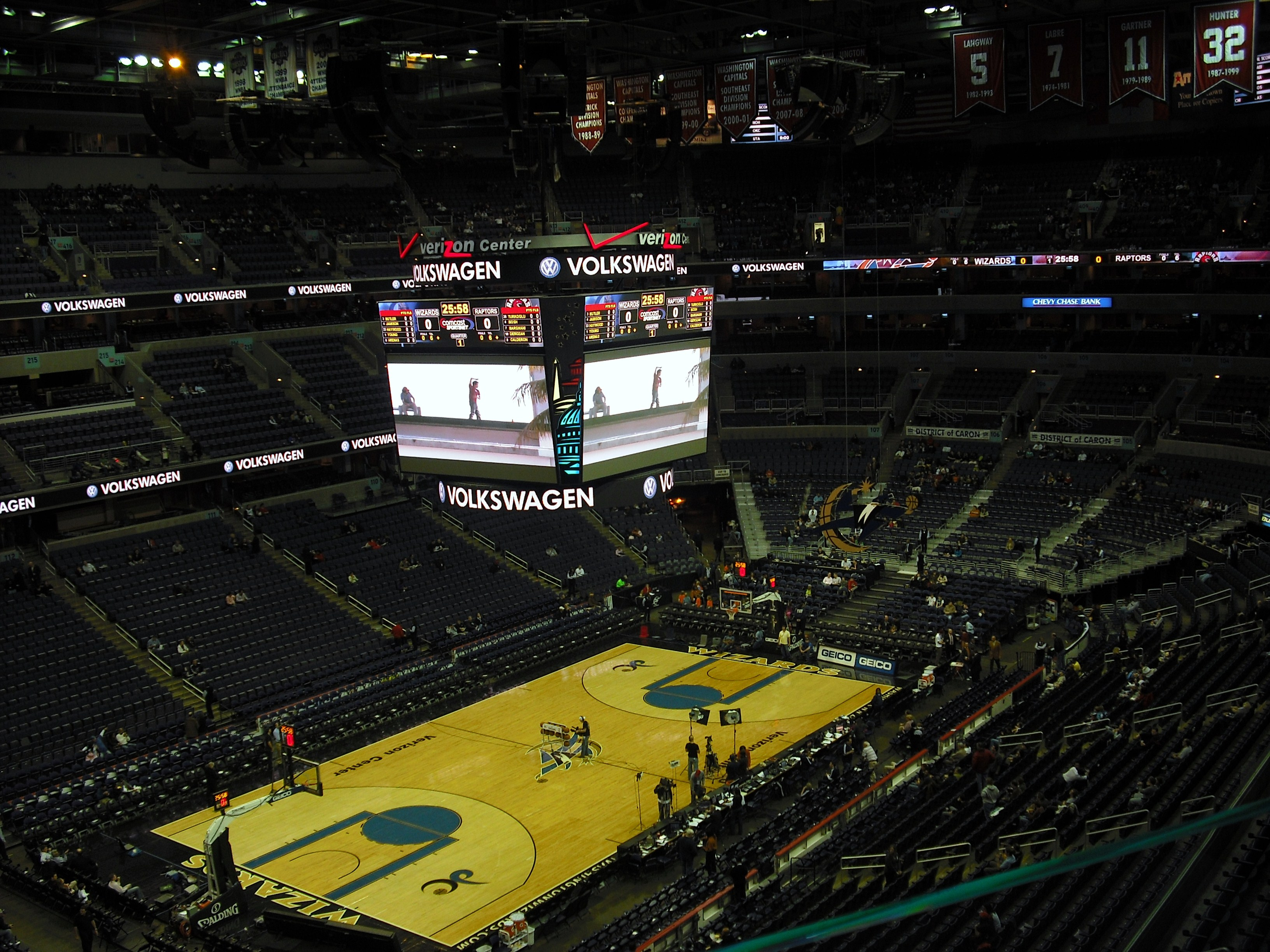
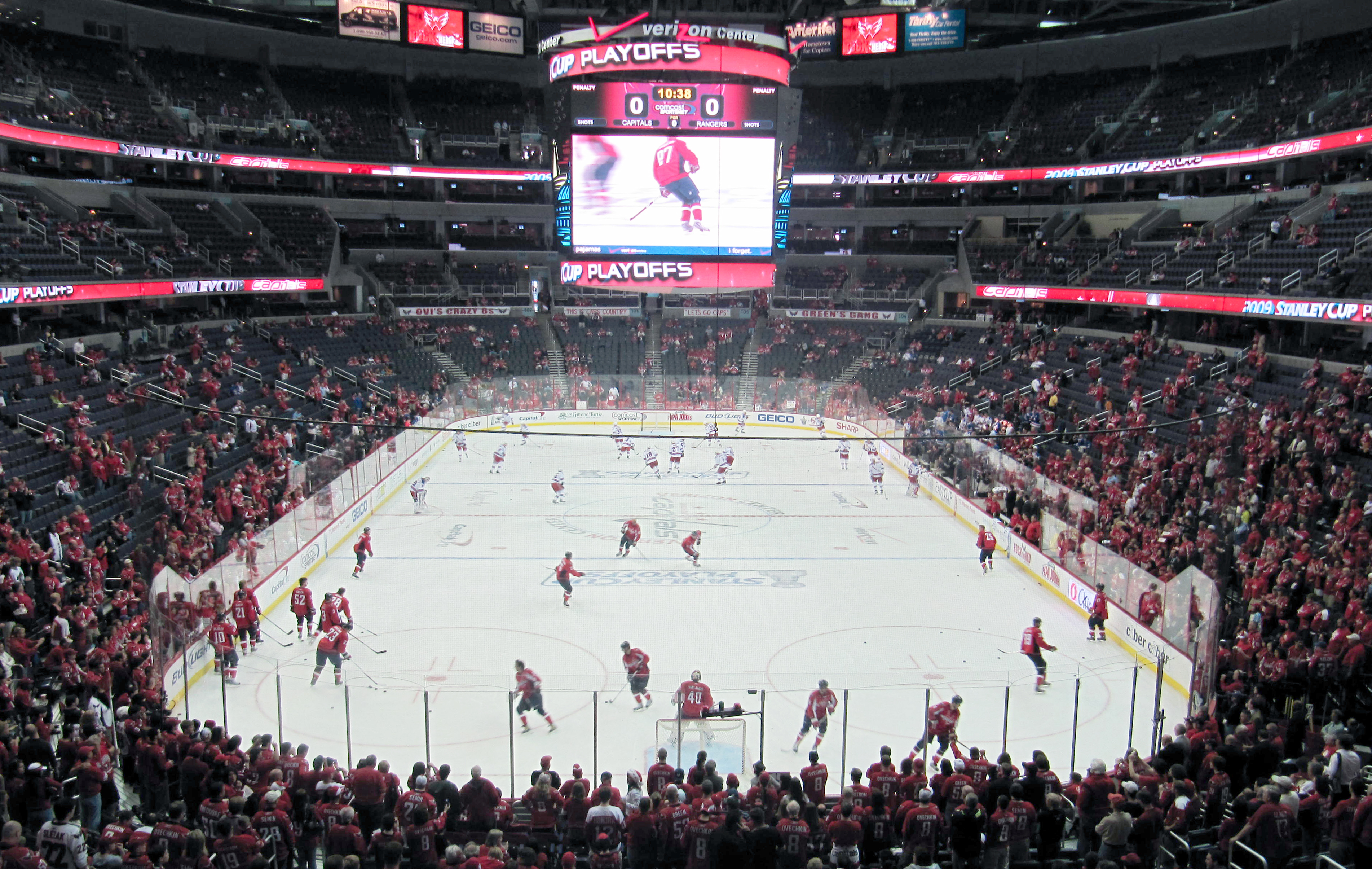
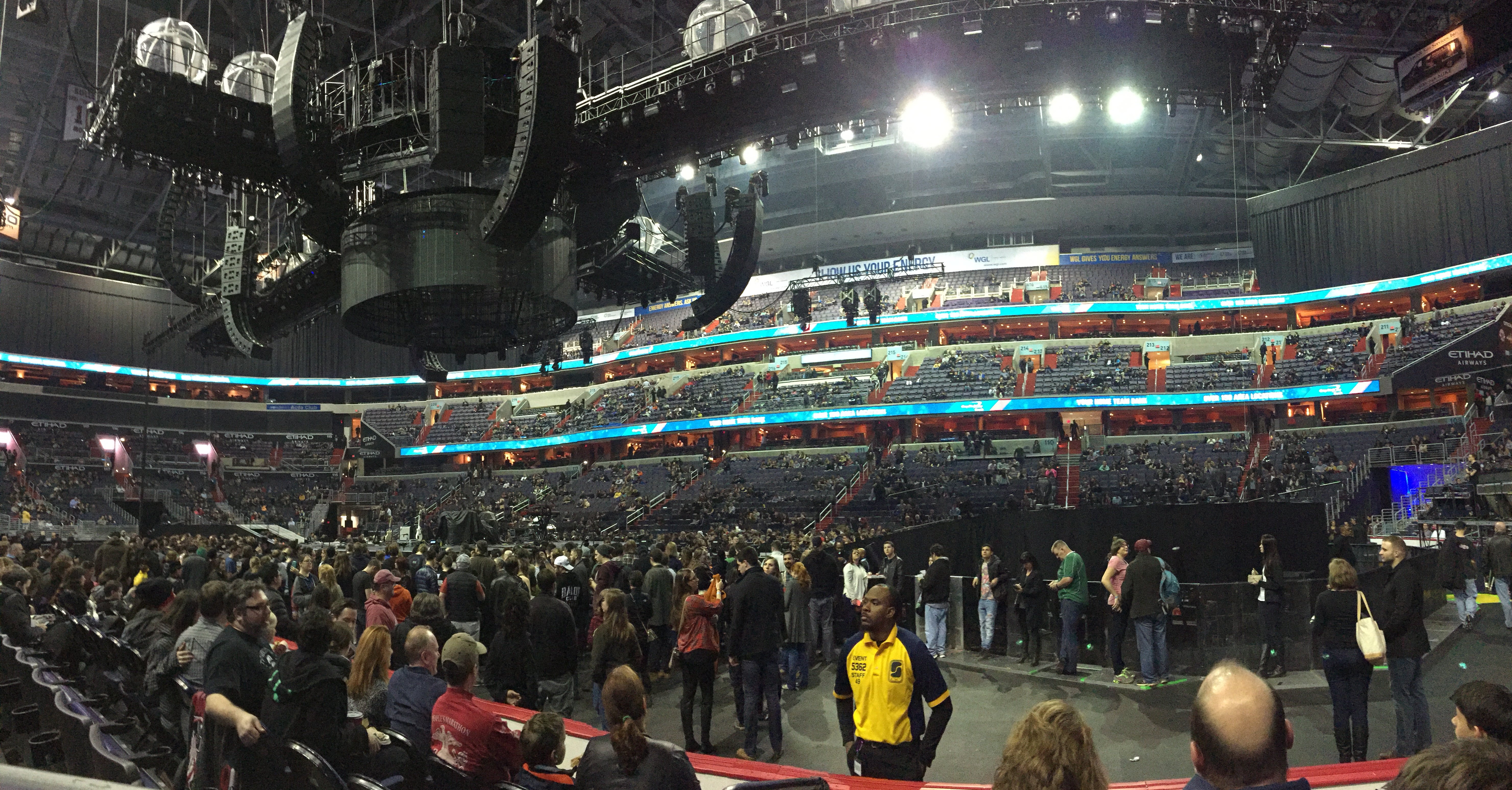
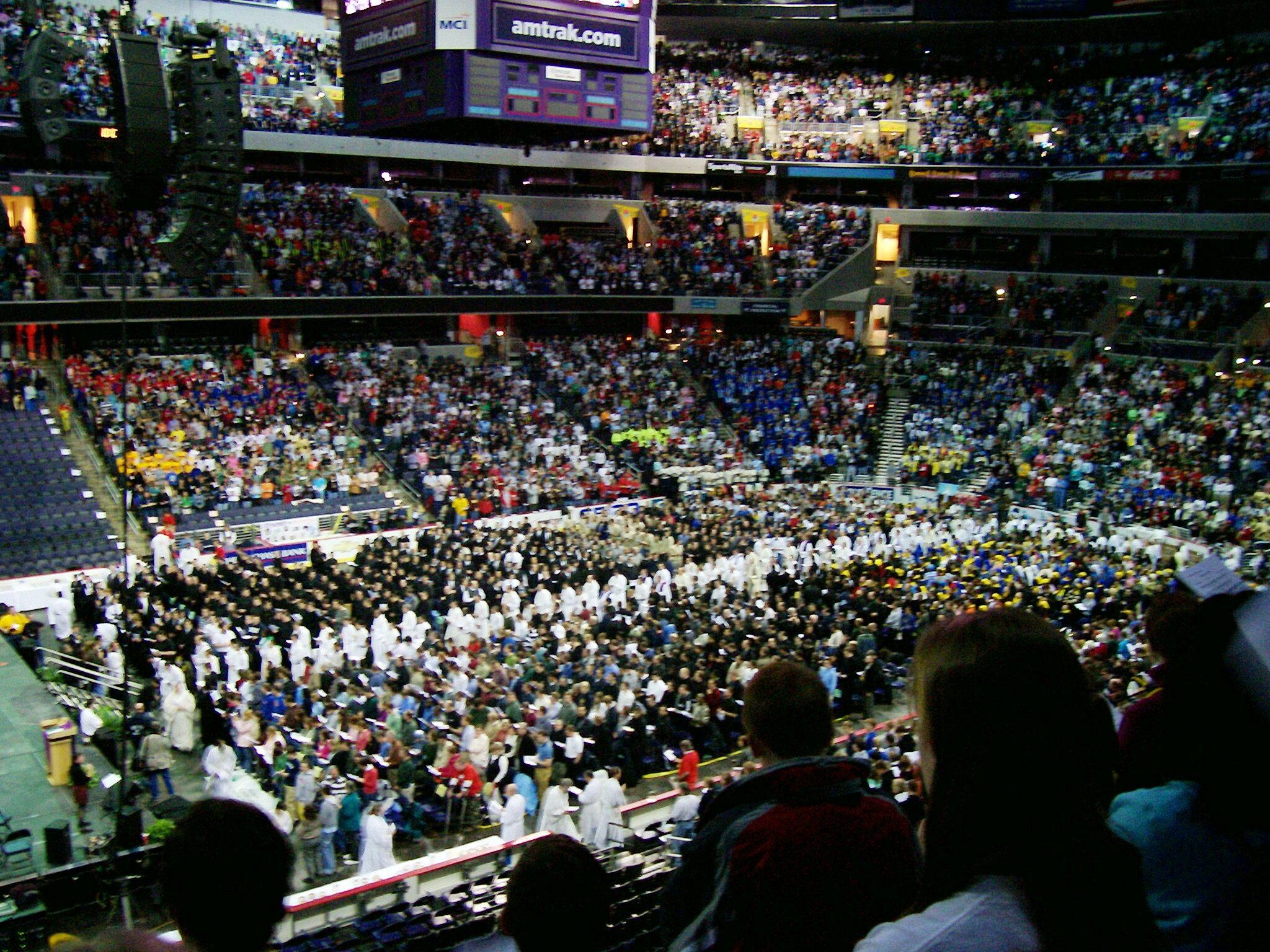
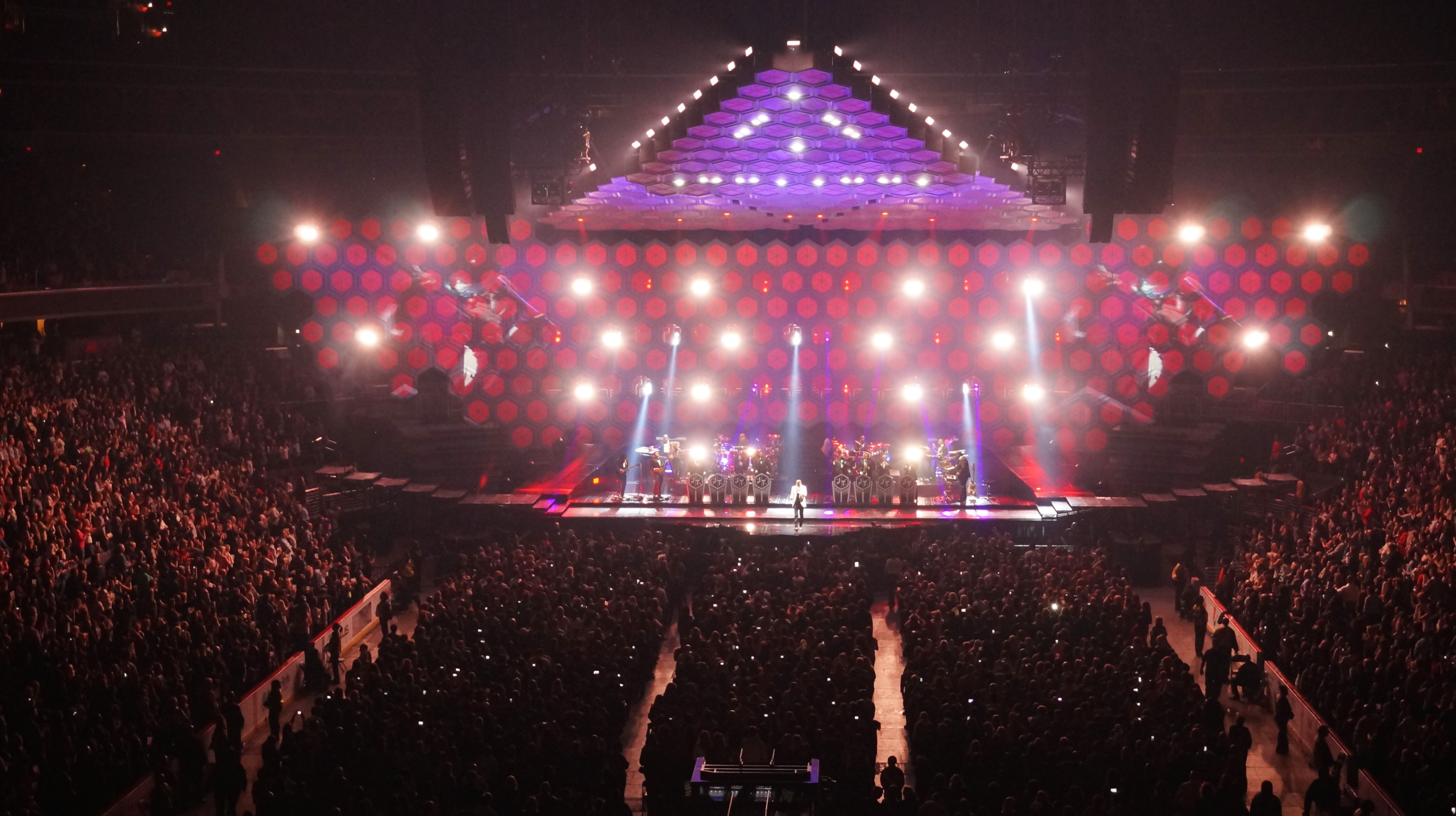